# Anwar al-Awlaki
Anwar al-Awlaki (àrab: أنور العولقي, Anwar al-ʿAwlaqī) (Las Cruces, Estats Units, 22 d'abril de 1971 - Governació d'Al Jawf, Iemen, 30 de setembre de 2011) fou un religiós i activista que hauria estat integrant d'al-Qaida a la Península Aràbiga. Amb el seu propi blog i el seu propi Facebook, era conegut com el Bin Laden d'Internet. Segons diversos informes, el 2009 hauria d'haver ascendit en la jerarquia interna d'Al-Qaida amb el rang de comandant regional. Disposava de doble nacionalitat, estatunidenca-iemenita, i va resultar mort al Iemen a causa de l'atac d'un avió no tripulat estatunidenc.

## Vida i activitats
Anwar Al-Awlaki va néixer en el si d'una rica família d'immigrants iemenites a Las Cruces en l'estat de Nou Mèxic, Estats Units. El 1978, quan tenia set anys, la seva família va tornar al Iemen A casa dels seus pares hi va viure durant més d'onze anys i va assistir a l'escola abans de tornar als Estats Units. A la Universitat Estatal de Colorado el 1991, va començar a estudiar enginyeria civil, i s'hi va graduar el 1994 amb el Bachelor. En el mateix any es va casar amb una cosina del Iemen i va començar a treballar com a predicador a temps parcial a Denver. De 1996 a 2000 va ser imam a una mesquita a San Diego, Califòrnia. Ja en 1999 estigué sota vigilància de l'FBI a causa dels possibles contactes amb l'organització Hamàs, però no es van trobar proves suficients per a una acció legal. El 2000, Al-Awlaki va fer un viatge al voltant del món i va tornar el gener de 2001. Llavors va començar a treballar com a predicador en una mesquita de Falls Church prop de Washington.
De 2002 a 2004, Al-Awlaki s'estigué al Regne Unit, on va cridar l'atenció sobre si mateix pels sermons radicals parcials. Finalment va tornar de nou al Iemen a principis de 2004 i es va instal·lar amb la seva dona i els seus cinc fills a la regió de Xabwa. Del 2006 al 2007 estigué a la presó, presumiblement sota pressió dels Estats Units, la qual cosa va contribuir a la seva radicalització.
El març de 2010, Anwar al-Awlaki va fer una crida al gihad ("guerra santa") contra els Estats Units. En concret va afirmar:
Als musulmans dels Estats Units, els he de dir això: Com pot la seva consciència permetre'ls viure en coexistència pacífica amb una nació que és responsable de la tirania i dels crims comesos contra els seus propis germans i germanes? Amb el temps vaig arribar a la conclusió que el gihad (guerra santa) contra els Estats Units m'obliga a mi mateix tal com és obligatori per a tots els altres musulmans capaços.

Va instar, el maig de 2010 a tots els musulmans que estiguessin a l'exèrcit dels Estats Units a matar els seus camarades, que estiguessin en el seu camí a l'Iraq o l'Afganistan. Com a exemple va citar l'oficial estatunidenc Nidal Malik Hassan que havia disparat contra 13 membres de l'Exèrcit dels EUA a la Massacre de Fort Hood.
El juliol del 2010, un dibuixant de Seattle, Molly Norris fou advertit per l'FBI d'una amenaça de mort contra ell llançada per al-Awlaki en la revista d'al-Qaeda Inspire. Vuit altres dibuixants, periodistes i escriptors del Regne Unit, Suècia i Dinamarca també van ser amenaçats de mort. ""El profeta és el pinacle del Gihad", va escriure al-Awlaki. "És millor donar suport al profeta, atacant els que el calumnien que no pas viatjar a la terra del gihad com l'Iraq o l'Afganistan." Seguint el consell de l'FBI, Norris es va amagar durant un temps.
A causa de les seves convocatòries a favor de la matança d'estrangers al Iemen, el 17 de gener del 2011 va ser condemnat in absentia a deu anys de presó. L'ocasió va ser el judici d'un guarda de seguretat iemenita que havia estat condemnat a mort per l'assassinat d'un empleat francès d'una empresa d'energia. Aquest guàrdia de seguretat havia animat Anwar al-Awlaki. durant mesos de correspondència, a matar estrangers. Va ser acusar també de pertinença a "banda armada". Un parent seu, Othman al Aulaqi, va ser condemnat pels mateixos càrrecs a vuit anys de presó.

## Persecució i mort
L'abril de 2010 es va anunciar que al-Awlaki era el primer ciutadà dels EUA, des del 2001, que apareixia en una llista de la CIA dels extremistes més buscats per ser detinguts o morts. En el comunicat de premsa en què s'instava a un assassinat selectiu d'un ciutadà dels EUA sota l'administració Obama, el fet es va qualificar com de "naturalesa sense precedents".
El 5 de maig 2011 va fallar un primer intent d'eliminar-lo en una remota regió del Iemen amb un dron de la Força Aèria dels Estats Units.
Nasser al-Awlaki, el pare d'Anwar, va tractar d'assegurar-se, mb un equip d'advocats iemenites i nord-americans, que un tribunal federal dels EUA descartés l'assassinat selectiu del seu fill, ja que és il·legal i es contradiu amb la Constitució dels Estats Units. De la mateixa manera, Anwar va instar a un judici just.
A finals de setembre del 2011, Anwar al-Awlaki va morir, d'acord amb un informe dels militars dels EUA, juntament amb un altre ciutadà dels EUA, Samir Khan, i dues persones més, en un atac amb avions no tripulats al Iemen. Segons el Washington Post, l'atac va ser autoritzat pel Departament de Justícia dels Estats Units. El parador d'Al-Awlaki va ser identificat per un missatger, que era un agent del servei d'intel·ligència danès, el Politiets Efterretningstjeneste, amb qui estava en contacte.
Dues setmanes després, el fill d'al-Awlaki Abdulrahman al-Awlaki, de setze anys, que també tenia la ciutadania dels Estats Units, va ser assassinat de la mateixa manera al Iemen. També vuit civils innocents, amics amb els que estava assegut en un sopar, van morir. Els Estats Units mai van considerar que estigués relacionat amb activitat d'Al-Qaida.